# Монтенуа
Монтенуа́ (фр. Montenoy) — коммуна во французском департаменте Мёрт и Мозель, региона Лотарингия. Относится к  кантону Номени.

## География
Монтенуа расположен в 12 км к северу от Нанси. Соседние коммуны: Лейр на востоке, Фо на западе.

## Демография
Население коммуны на 2010 год составляло 396 человек.
| 1962 | 1968 | 1975 | 1982 | 1990 | 1999 | 2010 |
| ---- | ---- | ---- | ---- | ---- | ---- | ---- |
| 208  | 240  | 218  | 279  | 283  | 360  | 396  |